# Adampur
Adampur is een nagar panchayat (plaats) in het district Jalandhar van de Indiase staat Punjab. 

## Demografie
Volgens de Indiase volkstelling van 2001 wonen er 16.620 mensen in Adampur, waarvan 52% mannelijk en 48% vrouwelijk is. De plaats heeft een alfabetiseringsgraad van 76%. 